# Altstadt-Lehel

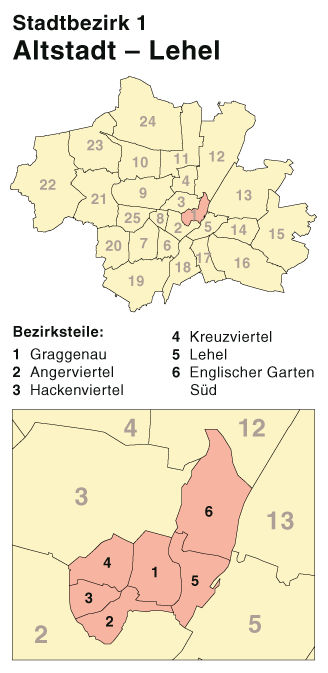
Bezirksteile

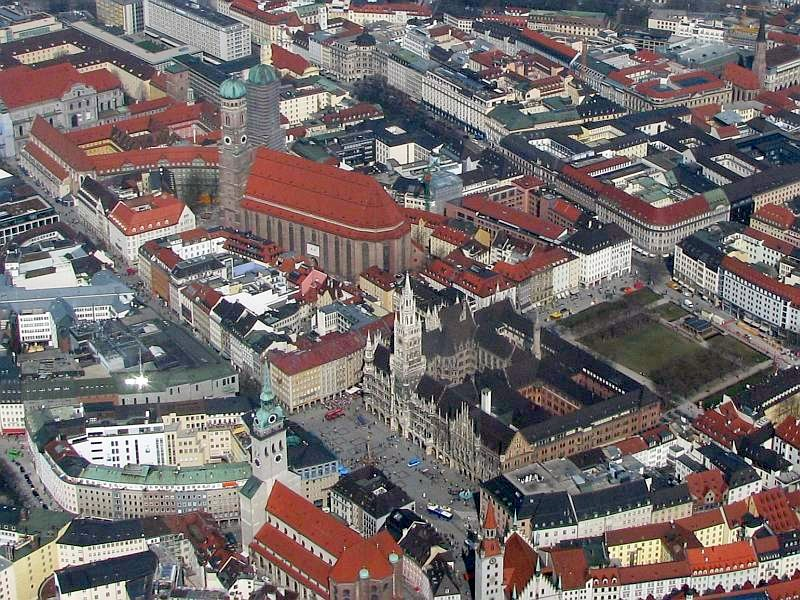
Luftbild des Altstadtkerns, im Zentrum die Frauenkirche

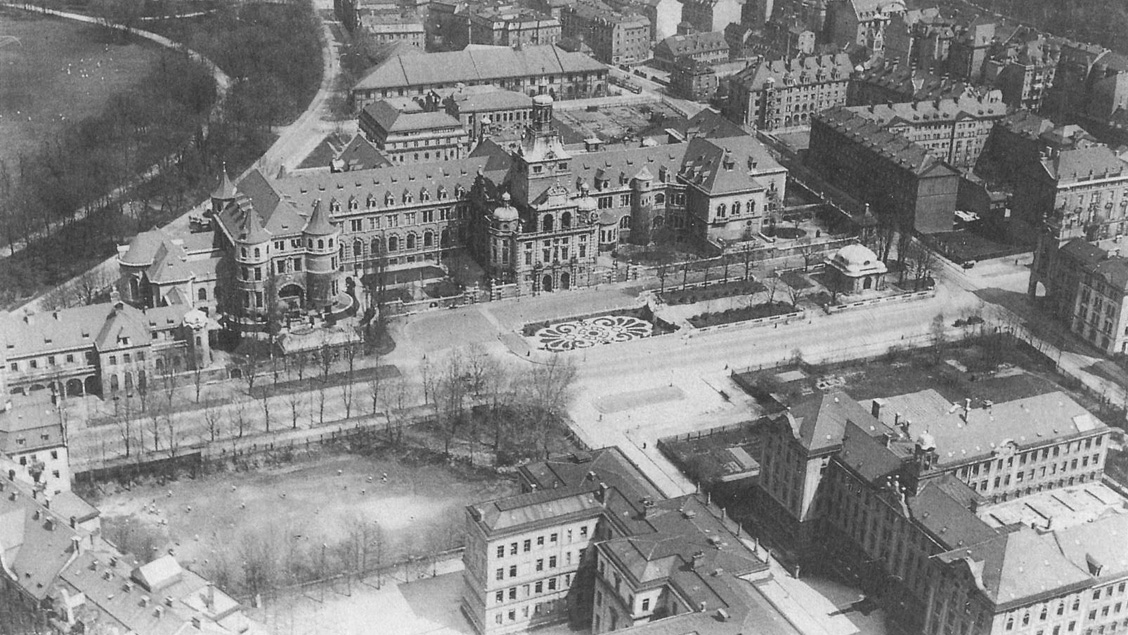
Blick auf das Bayerische Nationalmuseum im Lehel (Der Bebauung nach zwischen 1925 und 1937)

Altstadt-Lehel ist der Stadtbezirk 1 der bayerischen Landeshauptstadt München.
Der Stadtbezirk setzt sich aus den Stadtteilen Altstadt und Lehel zusammen.

## Lage
Der Stadtbezirk umfasst zum einen die historische Altstadt und zum anderen das Lehel, das nordöstlich an die Altstadt anschließt.
Die Grenze der Altstadt wird im Wesentlichen durch den Altstadtring gebildet. Ausnahmen sind im Norden der Verlauf Galeriestraße – Brienner Straße und im Südosten der Straßenzug Müllerstraße-Rumfordstraße.
Das Lehel wird von der Isar im Osten und der Königinstraße im Westen sowie der Tivolistraße im Norden und der Zweibrückenstraße im Süden begrenzt. Im Südwesten bildet der Altstadtring die Grenze zur Altstadt. Auch der Nordteil der Museumsinsel sowie die Praterinsel gehören zum Lehel.
Nachbarbezirke sind Schwabing-Freimann im Norden, Bogenhausen und Au-Haidhausen im Osten am anderen Isarufer, Ludwigsvorstadt-Isarvorstadt im Süden und Südwesten sowie Maxvorstadt im Nordwesten.

## Unterteilung
Der Stadtbezirk Altstadt-Lehel umfasst zwei Stadtteile Münchens:
- die Altstadt, die dem historischen Stadtkern entspricht, der im Mittelalter von der Münchner Stadtbefestigung umgeben war, und
- das Lehel, das bereits seit dem Mittelalter zum Münchner Burgfrieden gehörte und daher oft als „älteste Vorstadt“ Münchens bezeichnet wird.

Für die Verwaltung und für statistische Zwecke ist der Stadtbezirk Altstadt-Lehel in sechs Bezirksteile aufgeteilt, die sich jedoch an den historischen Stadtteilen orientieren.
1. Graggenauer Viertel
2. Angerviertel
3. Hackenviertel
4. Kreuzviertel
5. Lehel
6. Englischer Garten Süd

Die ersten vier Bezirksteile entsprechen in etwa den historischen Vierteln der Altstadt.

## Statistik
(Stand jeweils am 31. Dezember, Einwohner mit Hauptwohnsitz)
| Jahr | Einwohner | davon Ausländer | Einwohner je km² |
| ---- | --------- | --------------- | ---------------- |
| 2000 | 18.374    | 4.219 (23,0 %)  | 5.808            |
| 2001 | 18.462    | 4.227 (22,9 %)  | 5.836            |
| 2002 | 18.193    | 4.079 (22,4 %)  | 5.751            |
| 2003 | 18.159    | 4.178 (23,0 %)  | 5.740            |
| 2004 | 18.210    | 4.108 (22,6 %)  | 5.756            |
| 2005 | 18.631    | 4.261 (22,9 %)  | 5.889            |
| 2006 | 18.876    | 4.154 (22,0 %)  | 5.976            |
| 2007 | 19.228    | 4.290 (22,3 %)  | 6.088            |
| 2008 | 19.505    | 4.386 (22,5 %)  | 6.201            |
| 2009 | 18.932    | 3.925 (20,7 %)  | 6.019            |
| 2010 | 19.207    | 4.039 (21,0 %)  | 6.106            |
| 2011 | 19.707    | 4.356 (22,1 %)  | 6.265            |
| 2012 | 20.048    | 4.729 (23,6 %)  | 6.373            |
| 2013 | 20.422    | 5.053 (24,7 %)  | 6.492            |
| 2014 | 20.806    | 5.371 (25,8 %)  | 6.614            |
| 2015 | 21.122    | 5.579 (26,4 %)  | 6.715            |
| 2016 | 21.454    | 5.872 (27,4 %)  | 6.820            |
| 2017 | 20.926    | 5.493 (26,2 %)  | 6.652            |
| 2018 | 21.100    | 5.550 (26,1 %)  | 6.708            |
| 2019 | 21.126    | 5.502 (26,0 %)  | 6.716            |
| 2020 | 20.960    | 5.292 (25,2 %)  | 6.663            |
| 2021 | 20.626    | 5.090 (24,7 %)  | 6.556            |
| 2022 | 20.808    | 5.362 (25,8 %)  | 6.614            |
| 2023 | 20.860    | 5.274 (25,3 %)  | 6.631            |
| 2024 | 20.876    | 5.276 (25,3 %)  | 6.636            |

Quelle mit weiteren Daten

## Politik
- SPD: 3
- Grüne: 6
- FW/ÖDP: 1
- FDP: 1
- CSU: 4

Der Bezirksausschuss von Altstadt-Lehel wurde zuletzt am 15. März 2020 gewählt. Die Sitzverteilung lautet wie folgt: CSU 4, Grüne 6, SPD 3, und FDP 1. Von den 16.074 stimmberechtigten Einwohnern in Altstadt-Lehel haben 8.404 von ihrem Wahlrecht Gebrauch gemacht, womit die Wahlbeteiligung bei 52,3 Prozent lag.
Die konstituierende Sitzung fand am 14. Mai 2020 im Großen Sitzungssaal des Münchner Rathauses statt. Dabei wählte das Gremium die Architektin Andrea Stadler-Bachmaier zur neuen Bezirksausschussvorsitzenden. Erstmals sitzt dem Gremium damit eine Vertreterin von Bündnis 90/Grüne vor. Zum ersten Stellvertreter gewählt wurde Wolfgang Püschel (SPD), zweiter Stellvertreter wurde Stefan Blum (CSU). Organisiert hat sich der Bezirksausschuss für die zukünftige Arbeit in drei Ausschüssen: Mobilität und öffentlicher Raum (Vorsitz: Philippe Louis, Grüne) – Planen, Bauen, Wohnen (Vorsitz: Wolfgang Püschel, SPD) – Kultur, Soziales, Gastronomie und Budget (Vorsitz: Markus Stadler, Grüne).